# Мир на реци Ебро
Мир на реци Ебро потписан је 226. године п. н. е. између Римске републике и Картагине.

## Увод
Након пораза у Првом пунском рату Хамилкар Барка преноси своју делатност на Иберијско полуострво у намери да експлоатацијом рудних богатстава и коришћењем плодног земљишта обнови своју државу. Становништво Иберије чинили су ратоборни Ибери. У сукобу са њима Хамилкар гине 229. године п. н. е. Наследио га је зет Хаздрубал који 226. године п. н. е. са Римљанима склапа мир на реци Ебро. 

## Мир
Овим мировним споразумом река Ебро одређена је као граница картагинске експанзије на Иберијском полуострву. Мир је несумњиво више одговарао Картагињанима јер је Рим њиме фактички признао њихова дотадашња освајања на полуострву. Заузет кампањом на Балкану, Рим је морао да попусти и потписивањем овог уговора жртвује интересе свога савезника Сагунта, града јужно од реке Ебро који је једини одолевао картагинским нападима. Ханибалова опсада Сагунта биће повод за избијање Другог пунског рата.